# Ben Hunt-Davis

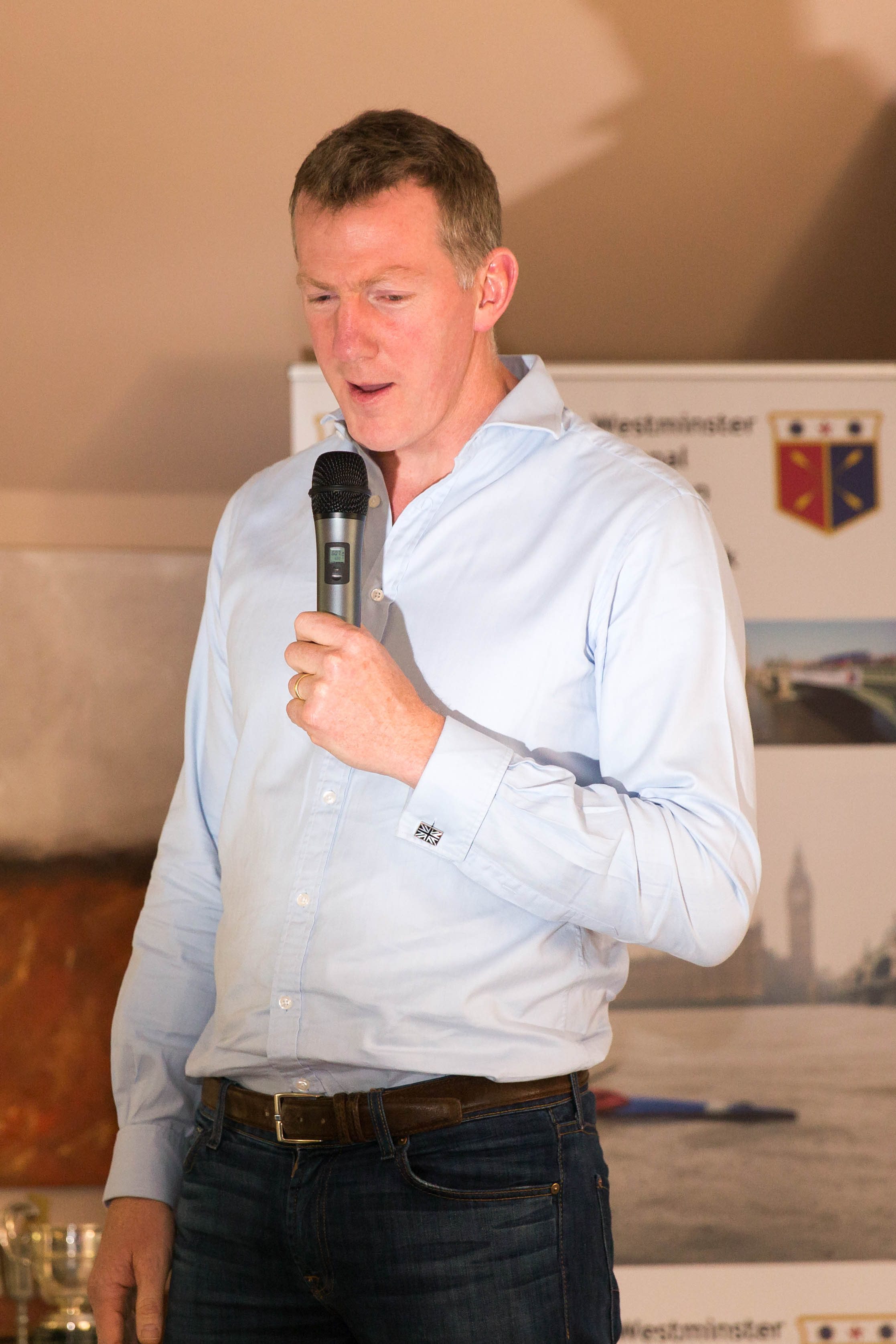
Hunt-Davis (2014)

Francis Benedict „Ben“ Hunt-Davis (* 15. März 1972 in Tidworth, Wiltshire) ist ein ehemaliger britischer Ruderer.
Hunt-Davis begann auf dem Shiplake College mit dem Rudersport. Bei den Junioren-Weltmeisterschaften 1990 belegte er im Zweier mit Steuermann den vierten Platz. Ab 1992 ruderte der 1,98 m große Hunt-Davis meist im britischen Achter. Bei den Olympischen Spielen 1992 belegte er mit dem Achter den sechsten Platz. 1993 belegte Hunt-Davis im britischen Vierer ohne Steuermann den fünften Platz bei den Ruder-Weltmeisterschaften 1993. 1994 verpasste der britische Achter bei den Ruder-Weltmeisterschaften 1994 das A-Finale und platzierte sich auf dem achten Rang. Bei den Ruder-Weltmeisterschaften 1995 erreichte das Boot den sechsten Platz. In Atlanta bei den Olympischen Spielen 1996 kam das Boot auf den achten Rang.
1997 trat Hunt-Davis zusammen mit Robert Thatcher im Zweier ohne Steuermann an. Im Ruder-Weltcup belegte der Zweier dreimal den zweiten Platz. Bei den Ruder-Weltmeisterschaften 1997 erreichte das Boot nur den fünften Platz. 1998 wechselten Hunt-Davis und Thatcher in den Achter, bei den Ruder-Weltmeisterschaften 1998 gewann das britische Großboot das B-Finale und platzierte sich damit auf dem siebten Rang. Im Jahr darauf belegte der britische Achter mit Robert Thatcher, Hunt-Davis, Fred Scarlett, Louis Attrill, Luka Grubor, Kieran West, Timothy Foster, Steve Trapmore und Steuermann Rowley Douglas bei den Ruder-Weltmeisterschaften 1999 den zweiten Platz hinter dem US-Achter. 2000 siegten beim Weltcup-Auftakt die Kroaten vor den Briten. Die anderen beiden Weltcup-Regatten gewannen die Briten, wobei die Aufstellung in den drei Rennen wechselte. In der Crew für die Olympischen Spiele 2000 in Sydney fehlten Thatcher und Foster aus dem Boot von 1999, dafür waren Andrew Lindsay und Simon Dennis dabei. Die Briten gewannen in Sydney vor den australischen Gastgebern und den Kroaten die Goldmedaille, die erste im Achter seit 1912.
Hunt-Davis beendete seine internationale Karriere mit dem Olympiasieg. Er war danach im britischen Ruderverband tätig und gehörte bei den Weltmeisterschaften 2006 und den Olympischen Ruderwettbewerben 2012 zum Organisationsstab.